# Богемія (Нью-Йорк)
Богемія (англ. Bohemia) — переписна місцевість (CDP) в США, в окрузі Саффолк штату Нью-Йорк. Населення — 9852 особи (2020).

## Географія
Богемія розташована за координатами 40°46′36″ пн. ш. 73°8′5″ зх. д. / 40.77667° пн. ш. 73.13472° зх. д. (40.776697, -73.134857).  За даними Бюро перепису населення США в 2010 році переписна місцевість мала площу 22,42 км², з яких 22,32 км² — суходіл та 0,10 км² — водойми.

## Демографія
Згідно з переписом 2010 року, у переписній місцевості мешкало 10 180 осіб у 3606 домогосподарствах у складі 2640 родин. Густота населення становила 454 особи/км².  Було 3731 помешкання (166/км²).
Расовий склад населення:
| - 93,9 % — білих - 2,3 % — азіатів - 1,0 % — чорних або афроамериканців - 0,1 % — корінних американців - 1,3 % — осіб інших рас |

До двох чи більше рас належало 1,4 %. Частка іспаномовних становила 7,1 % від усіх жителів.
За віковим діапазоном населення розподілялося таким чином: 22,0 % — особи молодші 18 років, 63,5 % — особи у віці 18—64 років, 14,5 % — особи у віці 65 років та старші. Медіана віку мешканця становила 42,5 року. На 100 осіб жіночої статі у переписній місцевості припадало 97,0 чоловіків;  на 100 жінок у віці від 18 років та старших — 94,0 чоловіків також старших 18 років.
Середній дохід на одне домашнє господарство  становив 94 486 доларів США (медіана — 82 011), а середній дохід на одну сім'ю — 106 067 доларів (медіана — 96 528). Медіана доходів становила 61 891 долар для чоловіків та 54 167 доларів для жінок. За межею бідності перебувало 5,9 % осіб, у тому числі 9,9 % дітей у віці до 18 років та 4,0 % осіб у віці 65 років та старших.
Цивільне працевлаштоване населення становило 4759 осіб. Основні галузі зайнятості: освіта, охорона здоров'я та соціальна допомога — 30,3 %, роздрібна торгівля — 13,7 %, фінанси, страхування та нерухомість — 9,3 %, науковці, спеціалісти, менеджери — 9,2 %.